# Partido Patriota Blanco
El Partido Patriota Blanco (White Patriot Party, WPP por sus siglas en inglés), era una organización política y paramilitar estadounidense, abiertamente antisemita, antisionista, homofóbico, supremacista, asociado con la Identidad Cristiana y el Ku Klux Klan. Fue dirigido por su fundador, Frazier Glenn Miller Jr, a través de varias encarnaciones organizativas. La organización comenzó a mediados de la década de 1970 como "Carolina Knights of the Ku Klux Klan". Estuvo involucrado en la masacre de Greensboro de 1979, cuando un enfrentamiento entre miembros del Klan, nazis y comunistas dejó cinco muertos. La organización se convirtió en un principio los Caballeros Confederados del Ku Klux Klan a principios de la década de 1980 y se convirtió en el Partido Patriota Blanco en 1985.
En un momento de una economía agrícola pobre en Carolina del Norte, el grupo ganó apoyo por culpando de los problemas económicos a los banqueros judíos. Se estimaba que su número podría haber sido tan alto como 3000. El 6 de abril de 1987, el grupo sé declaró en guerra contra el gobierno federal, al que llamaron "Gobierno de Ocupación Sionista" (ZOG). El 13 de abril del 2014, el fundador del WPP Frazier Glenn Miller Jr atacó un centro comunitario judío, en la ciudad de Kansas City, dejando un saldo de tres muertos.
El WPP colapsó después de que Miller violó una orden judicial contra la actividad paramilitar y fue condenado por amenazar al activista de derechos civiles Morris Dees. Fue encarcelado de 1987 a 1990. En un juicio por sedición en 1988 en Arkansas, Miller testificó para la acusación que había recibido $ 200,000 en dinero robado de la Orden para financiar las operaciones del Partido Patriota Blanco. La Orden también se llamó "Brüder Schweigen" ("Hermandad silenciosa").